# Samanta Alves
Samanta Alves de Moura (Rio de Janeiro, 12 de abril de 2001) é uma influenciadora e repórter  brasileira. Ela ganhou destaque na internet como repórter do quadro Na Galera, no qual realiza entrevistas descontraídas e bem-humoradas com pessoas em eventos e espaços públicos. Sua carreira na internet começou em 2018, com vídeos de passinho gravados em pontos turísticos do Rio de Janeiro, ao som de músicas populares remixadas com batidas de funk.
Personalidades como Marcelo Adnet e Felipe Neto a destacaram como a nova cara do Rio de Janeiro.
Samanta integra o casting da Skip, agência fundada por Diogo Defante, especializada na gestão e desenvolvimento de carreira de creators e suas propriedades intelectuais.

## Biografia
Samanta foi criada em Oswaldo Cruz, no Rio de Janeiro, como filha única. Desde cedo, influenciada por seu pai, tornou-se torcedora fervorosa do Botafogo e desenvolveu um interesse profundo por futebol ainda na infância. Seu pai, professor de história, também desempenhou um papel significativo em despertar o interesse de Samanta por essa disciplina durante a escola.
Ela completou o ensino médio no Colégio Salesiano em Rocha Miranda e, posteriormente, ingressou no curso de Direito na Universidade Estácio de Sá, com o objetivo de prestar concurso para Delegada da Polícia Federal. No entanto, Samanta interrompeu os estudos no oitavo período, faltando apenas um semestre para se formar, devido ao sucesso que alcançou na internet.
Desde 2022, Samanta está em um relacionamento com Antônio Olavo, que também atua como seu empresário e editor.
Devido ao seu estilo peculiar de reportagem, em uma ocasião, durante a gravação de um programa, Samanta foi detida pela Polícia Militar.

## Carreira na Internet

### 2018-2019: Início da carreira com vídeos de passinho
A carreira de Samanta Alves na internet começou em 2018, quando, aos 17 anos e no terceiro ano do ensino médio, ela e seus colegas decidiram criar um canal no YouTube para documentar as experiências do último ano escolar. Durante esse projeto, Samanta gravou um vídeo dançando o passinho na escola ao som de um remix que misturava uma música infantil com funk. O vídeo foi compartilhado também no Twitter, onde recebeu bastante engajamento. Motivada pelo sucesso do conteúdo, Samanta passou a gravar vídeos semelhantes em pontos turísticos e áreas públicas do Rio de Janeiro.
Ainda em 2018, Samanta chamou a atenção do Botafogo, que compartilhou seu conteúdo nas redes sociais, ampliando sua visibilidade nacionalmente. Aproveitando essa projeção, ela gravou um vídeo no Nilton Santos, estádio administrado pelo clube, vestindo a camisa do Botafogo e dançando o hino do clube em ritmo de funk. Através desse vídeo ela conquistou seu primeiro milhão de visualizações.
No final de 2019, após já ter gravado diversos vídeos de passinho em pontos turísticos do Rio de Janeiro e acumulado dezenas de milhares de seguidores no Instagram e no Twitter, Samanta novamente alcançou grande repercussão com um vídeo gravado em Madureira ao som de um remix de O Meu Lugar, de Arlindo Cruz. Esse vídeo resultou em um convite para se apresentar no programa Encontro com Fátima Bernardes, nos estúdios Globo, no Rio de Janeiro.

### 2020-2022: Início como repórter na Botafogo TV e na cobertura da Copa do Mundo
Em 2020, Samanta foi contratada pela Botafogo TV para trabalhar como repórter no quadro Na Galera, onde desenvolveu um estilo próprio de entrevistas bem-humoradas e descontraídas. Nessa função, ela entrevistava torcedores nos arredores do Engenhão em dias de jogo. Sua estreia aconteceu em 1º de fevereiro, durante uma partida contra o Resende Futebol Clube pelo Campeonato Carioca. No entanto, devido às restrições de público nos estádios causadas pela pandemia de Covid-19, o quadro foi suspenso ainda no mesmo ano.
Durante o hiato, Samanta integrou o elenco da série de pegadinhas Olha No Que Deu, exibida no Multishow em 2021. Em 2022, ela retomou sua atuação como repórter, desta vez pela CazéTV, cobrindo as Fan Fests realizadas no Brasil durante a Copa do Mundo do Catar.

### 2023-2024: Criação de conteúdos originais e a cobertura das Olimpíadas
Em 2023, motivada a explorar novos cenários, Samanta decidiu produzir o Na Galera de forma independente, publicando o conteúdo em suas redes sociais. Nesse novo formato, ela expandiu seu escopo, realizando entrevistas em diversos espaços públicos do Rio de Janeiro, como ruas, festas populares e shows. Com a boa aceitação online, Samanta criou outros quadros, como Na Condução, onde faz entrevistas dentro dos metrôs do Rio de Janeiro, e De Cria VS De Playboy, no qual, ao lado de seu namorado e produtor experimentam comidas e reagem de acordo com o estilo de cada um.
| “ | Todos os meus quadros refletem um pouco da minha realidade. Quando saio com meus amigos para nos divertirmos, eu sempre exagero, bebo, e as situações são sempre meio aleatórias [...] Sou uma menina suburbana, escrachada, usei minha realidade ao meu favor. | ” |
|   | — Samanta Alves, em entrevista à Marie Claire publicada em 18 de julho de 2024. |   |

Com a crescente popularidade, Samanta passou a ser convidada para gravar seus vídeos em eventos em outras regiões do país e firmou contratos para transformar seu conteúdo em publicidade para grandes empresas, como Prime Video, Netflix e Mercado Livre.  Essa popularidade também abriu portas para que ela atuasse como repórter em novos cenários, sendo convidada para entrevistar grandes personalidades. Em um desses momentos, ela entrevistou Ryan Reynolds e Hugh Jackman durante o evento de lançamento do filme Deadpool & Wolverine, onde viralizou ao presentear os atores com um filtro de barro e panos de prato.
Em 2024, Samanta Alves esteve nos Jogos Olímpicos de Paris por meio de acordos comerciais. Lá, ela participou de ativações de marcas e fez a cobertura do evento.